# 後藤環爾
後藤 環爾（ごとう かんじ、明治4年4月1日（1871年5月19日） - 昭和11年（1936年）2月23日）は日本の宗教家、僧。元西本願寺執行長。号は素雲。

## 経歴
高知県幡多郡宿毛村（現在の宿毛市）清宝寺に生まれた。1899年東京仏教大学校を卒業後、帰郷して父をたすけて、清宝寺の住職にいそしんだ。林有造の門をたたいて指導を受けた。
本願寺よりまねかれて京都本山勤務となり、教学局注記に任ぜられた。31歳の時であった。日露戦争には、本願寺の従軍布教僧を命ぜられ、第三軍司令部付として活躍。凱旋の後、東京築地本願寺別院勤務となり、やがて東京出張所長を命ぜられた。
1929年本願寺執行長に就任した。本願寺の要職を歴任、東京市や仏教連合会等の他団体の重要役員を兼ねて活躍した。
二男の後藤英輔は公正取引委員会事務局長などを務め、その妻は岸田正記の二女である。二女尚子は吉國二郎と結婚した。

## 人物像
1923年9月1日東京大震災に際して難民の休息所、簡易診察所を多数開設し社会奉仕活動を行った。1926年6月同別院輪番になり、藤原銀次郎らの援助により伊藤博圧の設計による新様式の築地本願寺を再建した。また千代田高女（武蔵野大学の前身）や武蔵野女子学院を創設、また盲人教育、少年保護、保育所、簡易宿泊所やあそか病院などを設立し活躍した。
加藤内閣の大蔵次官であった小野義一は、環爾を悼む文の中で、次のように述べている。
「土佐の一寒村にある真宗寺（清宝寺のこと）の一和尚に身を起し、本願寺執行長の栄位をかち得たる君の偉大さは、今更喋々を要しない。政界に浜口雄幸首相を出したる土佐は霊界に後藤執行長を送った。両々相並びて郷土の誇りとする所であった。（中略）浜口既に逝き、今又君他界さる。政界、霊界の両巨頭去って郷土的誇は相次いで失われた。実に只に郷土のみにとどまらず、日本国の損失である。」

## 参考資料
- 『高知県人名事典』高知市民図書館、1970年。